# Kanton Saint-Leu-la-Forêt
Kanton Saint-Leu-la-Forêt (fr. Canton de Saint-Leu-la-Forêt) byl francouzský kanton v departementu Val-d'Oise v regionu Île-de-France. Tvořily ho tři obce. Zrušen byl po reformě kantonů 2014.

## Obce kantonu
- Montlignon
- Saint-Leu-la-Forêt
- Saint-Prix